# Михеев, Павел Егорович
Павел Егорович Михеев (7 [20] декабря 1912, Егоркино, Егоркинская волость, Чистопольский уезд, Казанская губерния, Российская империя — 22 мая 1978, Егоркино, Нуралтский район, Татарская АССР, РСФСР, СССР) — механик-водитель танка 65-го танкового полка, старшина.

## Биография
Родился 7 декабря 1912 года в селе Егоркино Октябрьского района Татарии. Член ВКП/КПСС с 1960 года. Окончил 5 классов. Работал трактористом в колхозе.
В Красной Армии с 1934 по 1936 и с 1941 года. На фронте в Великую Отечественную войну с декабря 1941 года.
Механик-водитель танка 65-го танкового полка 8-й гвардейской армии 3-го Украинского фронта старший сержант Михеев в боях 16 — 23 декабря 1943 года в районе западнее города Запорожье в составе экипажа уничтожил противотанковое орудие, два пулемёта, четыре блиндажа и до пятнадцати противников, чем помог пехоте выполнить боевую задачу.
21 января 1944 года за мужество и отвагу, проявленные в боях, старший сержант Михеев Павел Егорович награждён орденом Славы 3-й степени.
Механик-водитель танка того же полка и армии 1-го Белорусского фронта старшина Михеев 15 января 1945 года в районе железнодорожной станции Бервце в составе экипажа вывел из строя три пушки, два миномёта и свыше десяти солдат противника.
4 февраля 1945 года приказом по 8-й гвардейской армии старшина Михеев Павел Егорович награждён орденом Славы 2-й степени.
Во время боя за населённый пункт Альтухбанд возле Берлина противники подожгли танк Михеева. Командир машины был убит и механик-водитель взял командование на себя. Он приказал экипажу выйти через нижний люк, потушить огонь и устранить повреждения. Под обстрелом врага, отбиваясь от вражеских автоматчиков, танкисты исправили свою машину и продолжили вести бой.
1 — 5 мая 1945 года Михеев во время уличных боёв на улицах Берлина и в окрестностях города уничтожил два танка, семь пушек, восемнадцать автомашин и до сорока солдат и офицеров противника.
Указом Президиума Верховного Совета СССР от 15 мая 1946 года за мужество, отвагу и героизм, старшина Михеев Павел Егорович награждён орденом Славы 1-й степени.
В 1945 году демобилизован. Вернулся на родину. Был председателем колхоза, а затем стал работать механиком.
Умер 22 мая 1978 года.

## Награды
Награждён тремя орденами Славы, медалями.